# Thiết bị thông minh
Một thiết bị thông minh là một thiết bị điện tử, nói chung kết nối với các thiết bị khác hoặc thông qua mạng không dây khác nhau giao thức như Bluetooth, NFC, Wi-Fi, 3G., có thể hoạt động một số phạm vi tương tác và tự chủ. Một số loại thiết bị đáng chú ý bao gồm điện thoại thông minh, điện thoại lai và máy tính bảng, đồng hồ thông minh, vòng đeo thông minh và chuỗi khóa thông minh... 